# (13027) Geeraerts
(13027) Geeraerts (1989 GJ4) – planetoida z pasa głównego asteroid okrążająca Słońce w ciągu 4,08 lat w średniej odległości 2,55 j.a. Odkryta 3 kwietnia 1989 roku i nazwana na cześć flamandzkiego pisarza i urzędnika kolonialnego w Kongu Belgijskim Jefa Geeraertsa.